# Touraco masqué
Corythaixoides personatus
Espèce
Statut de conservation UICN

 LC  : Préoccupation mineure
Le Touraco masqué (Corythaixoides personatus, syn. : Crinifer personatus) est une espèce d'oiseaux de la famille des Musophagidae.
|  |